# Волощук Михайло Володимирович
Миха́йло Володи́мирович Волощу́к(нар. 19 липня 1980 — пом. 12 серпня 2014) — підполковник Міністерства внутрішніх справ, вояк Добровольчого корпусу «Правого Сектору», учасник Війни на сході України.

## Життєпис
Дані про місце народження різняться. Зазначається місто Вільнянськ і село Верещаки (Лановецький район, Тернопільська область — батьки переїхали коли Михайлу було 2 роки). Закінчив Вільнянську ЗОШ №; Мелітопольський педагогічний університет і Запорізький юридичний інститут Дніпропетровського державного університету внутрішніх справ. Десять років працював у пенітенціарній системі, проходив службу в підрозділі «Циклон», був начальником Вольнянського СІЗО, з 2011 року — на пенсії за вислугою років.
З перших днів створення Самооборони Запоріжжя, в лютому 2014 року, був її членом. В зону бойових дій пішов служити в складі добровольчого батальйону «Дніпро-1», боєць ДУК.

### Обставини загибелі
Вдень 12 серпня автобус групи бійців ДУК «Правий сектор» потрапив у засідку на блок-посту поблизу м. Донецька на об'їзній трасі біля залізничної станції Мандрикине. Врятуватися вдалося тільки трьом бійцям, які потрапили в полон. Серед них був командир групи Марлен Місіратов «Татарин» і два брати Мартинових Олег та Андрій. Тоді ж загинули Величко Володимир Володимирович, Зозуля Анатолій Михайлович, Малолітній Олександр Іванович, Мартинов Олександр Олександрович, Мірошніченко Микола Валентинович, Пальгуєв Олександр Сергійович, Петрушов Олександр Валентинович, Смолінський Леонід Денисович, Суховий Сергій Іванович.
Терористами тіло передане не було, у списках полонених прізвище не фігурувало, вважається зниклим безвісти. Вважалося — імовірно, похований на Краснопільському цвинтарі в м. Дніпрі. Станом на січень 2023 року на сайті «Книга пам'яті» місцем тимчасового поховання вказується місто Донецьк.
Без Михайла лишилась дружина.

## Нагороди і вшанування
- В 2021 році був нагороджений орденом «За мужність» III ступеня (посмертно)[5].
- Відзнака «Бойовий Хрест Корпусу» (посмертно).
- Його портрет розміщений на меморіалі «Стіна пам'яті полеглих за Україну» у Києві: секція 2, ряд 4, місце 30.
- вшановується 12 серпня на ранковому церемоніалі загиблих українських героїв, які загинули в різні роки внаслідок російської агресії.[6]